# Fin Boothroyd
Pour les articles homonymes, voir Boothroyd.
Fin Boothroyd est un joueur de hockey sur gazon canadien évoluant au poste d'attaquant au West Vancouver FHC et avec l'équipe nationale canadienne.

## Biographie
Fin est né le 9 mars 1999 à Vancouver dans la province de Colombie-Britannique.

## Carrière
Il a été appelé en équipe nationale première en 2021 pour concourir aux Jeux olympiques d'été à Tokyo, au Japon,.

## Palmarès
- : 2e à la Coupe d'Amérique U21 en 2016
- : 3e à la Coupe d'Amérique en 2022